# گابلین (مجموعه تلویزیونی)
نگهبان: خدای تنها و بزرگ (کره‌ای: 쓸쓸하고 찬란하神 – 도깨비؛ انگلیسی: Guardian: The Lonely and Great God) یا گابلین (کره‌ای: 도깨비؛ انگلیسی: Goblin) یک مجموعهٔ تلویزیونی کره جنوبی سال ۲۰۱۶ با بازی گونگ یو به عنوان شخصیت اصلی در کنار کیم گو-اون، لی دونگ-ووک، یو این-نا و یوک سونگ-جه است. این مجموعه از ۲ دسامبر ۲۰۱۶ تا ۲۱ ژانویه ۲۰۱۷، از شبکهٔ کابلی تی‌وی‌ان پخش شد. این مجموعه توسط نویسندهٔ درام‌های محبوب، کیم اون-سوک نوشته شده‌است.
قسمت پایانی گابلین ۱۸٫۶۸۰٪ مخاطب در سراسر کشور را ثبت کرد، و این درام را به پنجمین درام با بالاترین ریتینگ بینندگان در تاریخ تلویزیون کابلی کره جنوبی تبدیل کرد. این مجموعه نقدهای تحسین آمیز دریافت کرد و تبدیل به یک پدیدهٔ فرهنگی در کره جنوبی شد. این مجموعه جایزه‌های مختلفی را از جمله جایزه بزرگ (دسانگ) برای نویسنده کیم اون-سوک و بهترین بازیگر نقش اول مرد برای گونگ یو در پنجاه و سومین دورهٔ مراسم جوایز هنری بکسانگ را برنده شد.

## خلاصهٔ داستان
کیم شین (گونگ یو) یک ژنرال نظامی در دوران گوریو است که به وسیلهٔ پادشاه حسود مورد خیانت قرار گرفته‌است. وقتی کیم شین به جای افتخار پس از جنگ با مرگ مواجه می‌شود، خداوند او را به یک گابلین تبدیل می‌کند که وظیفه اش محافظت از روح‌ها است.

## بازیگران

### بازیگران اصلی
- گونگ یو در نقش گابلین/کیم شین[۸]

یک گابلین (جن) فناناپذیر ۹۳۹ ساله است که از روح‌ها محافظت می‌کند.
- کیم گو-اون در نقش جی اون-تاک[۹]
  - هان سو-جین در نقش کودکی جی اون-تاک

یک دانش‌آموز ۱۹ سالهٔ دبیرستانی پر جنب و جوش خوش‌بین
- لی دونگ-ووک در نقش فرشتهٔ مرگ / وانگ یو / لی هیوک / کیم وو-بین[۱۰]
  - کیم مین-جه در نقش جوانی وانگ یو
- یو این-نا در نقش سانی، کیم سون[۱۱]

صاحب رستوران مرغ که جی اون-تاک را استخدام می‌کند.
- یوک سونگ-جه در نقش یو دوک-هوا[۱۱][۱۲]
  - جونگ جی-هون در نقش کودکی دوک-هوا
  - کیم هیون-بین در نقش نوجوانی دوک-هوا

یک وارث چه‌بول سرکش و عین حال خوش‌قلب و تنها نوهٔ خانوادهٔ یو است که وظیفهٔ مراقبت از گابلین (جن) را دارد.

### بازیگران مکمل
- لی ال در نقش سام‌شین، آفرینندهٔ تولد و سرنوشت
- کیم بیونگ-چول در نقش پارک جونگ-هون، یک خواجهٔ مکار و فریبکار از سلسله گوریو
- کیم سونگ-کیوم در نقش رئیس یو شین-وو و پدر بزرگ یو دوک-هوا
- جو وو-جین در نقش کیم دو-یونگ، منشیِ یو دوک-هوا
- یوم هه-ران در نقش جی یون-سوک، عمهٔ مادری یو دوک-هوا
- جونگ یونگ-گی در نقش پارک کیونگ-شیک، پسر عموی جی اون-تاک
- چوی ری در نقش پارک کیونگ-می، دختر عموی جی اون-تاک

### سایر بازیگران
- هوانگ سوک-جونگ در نقش خواهران سه‌گانه، دوتا از آن‌ها به عنوان شَمَن و یکی روح

#### روح‌های اطراف جی اون-تاک
- آن جی-هیون در نقش گو جونگ-هیون، یک روح
- پارک کیونگ-هه در نقش روح باکره
- پارک سه-وان در نقش گو شی-ون، یک روح (قسمت ۲، ۴–۵)
- کیم سو-را در نقش لی جونگ-هوا، یک روح انتقام‌جو که شوهرش او را کشته‌است (قسمت ۴، ۶–۷، ۹، ۱۱)
- گو سو-جونگ در نقش یک روح (قسمت ۲)

#### اطرافیان جی اون-تاک
- نو گانگ-مین در نقش پسر کوچه پشتی
- کیم مین-یونگ در نقش پارک سو-جین، هم‌کلاسی اون-تاک
- گو بو-گیول در نقش کیم یون-آه، نمایندهٔ کلاس اون-تاک
- کیم نان-هی در نقش معلم خانگی اون-تاک
- ما مین-هی در نقش دوست پارک سو-جین
- یون هی-کیونگ در نقش دوست پارک سو-جین

#### فرشته‌های مرگ اطراف وانگ یو
- کیم کی-دو
- چوی وونگ
- جو هیون-شیک
- کیم چانگ-هوان
- یون دا-یونگ

#### دیگران
- کیم نام-هی در نقش پزشک متخصص در اورژانس
- کیم کیونگ-هو در نقش کیم وو-شیک، دستیار وفادار کیم شیک از دوران گوریو (قسمت ۱، ۱۲، ۱۴)
- لی مون-سو (قسمت ۱)
- نام دا-روم در نقش کیم سو-بوک (قسمت ۱، ۴)
- پارک جین-وو (قسمت ۲–۳، ۶)
- یون جو-مان (قسمت ۲–۳، ۶)
- لی سول-بی در نقش زن مغرور در کافه (قسمت ۳)
- کیم هیون-موک در نقش مسافر اتوبوس (قسمت ۸)
- کیم هه-یون (قسمت ۱۵)

### حضور افتخاری
- پارک هی-بن در نقش جی یون-هی، مادر جی اون-تاک (قسمت ۱، ۷)
- کیم مین-جه در نقش وانگ یو (قسمت ۱، ۷–۱۳)[۱۳]
- کیم سو-هیون در نقش خواهر کیم شین (ملکه)
- جونگ هه این در نقش چوی ته-هی، عشق اول جی اون-تاک (قسمت ۷، ۸)[۱۴]

## تولید

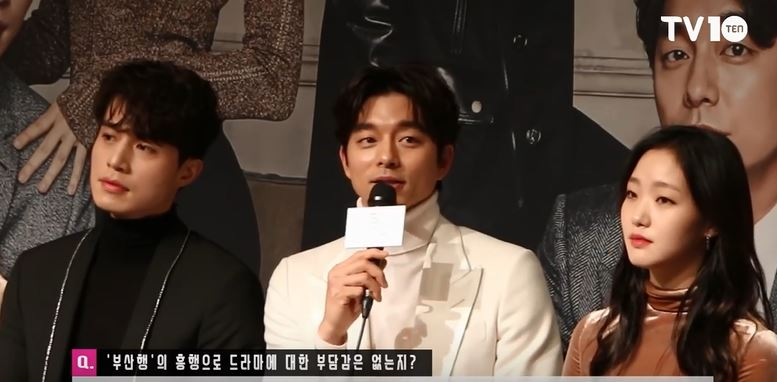
لی دونگ-ووک، گونگ یو و کیم گو-اون در کنفرانس مطبوعاتی سریال، نوامبر ۲۰۱۶

### توسعه
این مجموعه توسط کیم اون-سوک نوشته شده‌است که همچنین مجموعه‌های تلویزیونی محبوبی مانند باغ مخفی (۲۰۱۰)، وارثان (۲۰۱۳) و نسل خورشید (۲۰۱۶) را نوشته‌است. این دراما دومین همکاری او با کارگردان لی اونگ-بوک پس از نسل خورشید است.

### فیلم‌برداری
اولیناولین جلسهٔ فیلم‌نامه‌خوانی در میدان نوری دریم در سانگام-دونگ، سئول در ۳۰ اوت ۲۰۱۶ انجام شد. صحنه‌های فلش‌بک به دوران گوریو در ۲۲ سپتامبر در گیمجه، استان جئولا شمالی برای منظره‌های میدان جنگ فیلم‌برداری شد و صحنه‌های قصر در ناجو ایمیج تم پارک فیلم‌برداری شد. خانهٔ گابلین و فرشتهٔ مرگ (برداشت‌های خارجی) در (سابقا) خانهٔ غربی اون‌هیون‌گونگ فیلم‌برداری شد، که در حال حاضر در داخل دانشگاه زنانهٔ دوک‌سونگ است (برای ادارات اجرایی به کار رفته‌است).
فیلم‌برداری در خارج از کشور عمدتاً در شهر کبک، استان کبک، کانادا در اکتبر و استفاده از مکان‌هایی مانند شاتو فرونتناک، پارک Parc du Bastion-de-la-Reine (گورستان خانوادهٔ یو)، پتیت شمپلین (درِ گابلین به کانادا) و ساختمان پارلمان کبک انجام شد. در قرمز رنگ، که در واقع خروجی اضطراری «تئاتر پتیت شمپلین» است و مکان‌های دیگر شهر کبک همزمان با شروع پخش این مجموعه، شروع به جذب بسیاری از طرفداران این مجموعه کردند.
تیم فیلم‌برداری پس از پایان درام، تعطیلات ویژه ای را در شهر فوکت در تایلند دریافت کردند.

## آمار بینندگان
این درام از تی‌وی‌ان یک کانال کابلی/پولی تلویزیون پخش می‌شود که در مقایسه با تلویزیون آزاد/پخش کننده‌های عمومی (اس‌بی‌اس، کی‌بی‌اس، ام‌بی‌سی و ئی‌بی‌اس) به‌طور معمول مخاطبان نسبتاً کمتری دارد. این درام به‌طور مداوم در بازهٔ زمانی پخش خود در صدر رتبه‌بندی بینندگان قرار دارد. قسمت پایانی آن با توجه به پلتفرم پرداختی نیلسن، در جمعیت سراسر کشور ریتینگ ۱۸٫۶۸۰٪ مخاطبان را کسب کرده‌است و این قسمت را به عنوان دومین قسمت با بالاترین ریتینگ در تاریخ تلویزیون کابلی کره جنوبی به ثبت رسانده‌است. این اولین درام کابلی بود که از ریتینگ ۲۰٪ فراتر رفته بود.
| قسمت | تاریخ پخش اصلی | میانگین سهم مخاطب | میانگین سهم مخاطب | میانگین سهم مخاطب |
| قسمت | تاریخ پخش اصلی | AGB Nielsen       | AGB Nielsen       | TNmS              |
| قسمت | تاریخ پخش اصلی | سراسر کشور        | سئول              | سراسر کشور        |
| --- | -------------- | ----------------- | ----------------- | ----------------- |
| ۱ | ۲ دسامبر ۲۰۱۶  | ۶٫۳۲۲٪            | ۷٫۵۴۰٪            | ۶٫۷٪              |
| ۲ | ۳ دسامبر ۲۰۱۶  | ۷٫۹۰۴٪            | ۱۰٫۰۲۴٪           | ۸٫۱٪              |
| ۳ | ۹ دسامبر ۲۰۱۶  | ۱۲٫۴۷۱٪           | ۱۴٫۲۷۴٪           | ۱۲٫۰٪             |
| ۴ | ۱۰ دسامبر ۲۰۱۶ | ۱۱٫۳۷۳٪           | ۱۳٫۷۶۸٪           | ۱۲٫۷٪             |
| ۵ | ۱۶ دسامبر ۲۰۱۶ | ۱۱٫۵۰۷٪           | ۱۲٫۰۷۵٪           | ۱۴٫۰٪             |
| ۶ | ۱۷ دسامبر ۲۰۱۶ | ۱۱٫۶۱۸٪           | ۱۴٫۷۷۲٪           | ۱۳٫۰٪             |
| ۷ | ۲۳ دسامبر ۲۰۱۶ | ۱۲٫۲۹۷٪           | ۱۳٫۹۹۳٪           | ۱۳٫۸٪             |
| ۸ | ۲۴ دسامبر ۲۰۱۶ | ۱۲٫۳۴۴٪           | ۱۴٫۷۴۸٪           | ۱۱٫۶٪             |
| ۹ | ۳۰ دسامبر ۲۰۱۶ | ۱۲٫۹۳۳٪           | ۱۳٫۳۳۳٪           | ۱۴٫۶٪             |
| ۱۰ | ۳۱ دسامبر ۲۰۱۶ | ۱۲٫۷۰۲٪           | ۱۴٫۵۵۱٪           | ۱۳٫۳٪             |
| ۱۱ | ۶ ژانویه ۲۰۱۷  | ۱۳٫۸۹۴٪           | ۱۵٫۷۴۹٪           | ۱۴٫۸٪             |
| ۱۲ | ۷ ژانویه ۲۰۱۷  | ۱۳٫۷۱۲٪           | ۱۵٫۶۸۰٪           | ۱۴٫۶٪             |
| ۱۳ | ۱۳ ژانویه ۲۰۱۷ | ۱۴٫۲۵۴٪           | ۱۶٫۵۲۵٪           | ۱۵٫۳٪             |
| ۱۴ | ۲۰ ژانویه ۲۰۱۷ | ۱۶٫۰۴۳٪           | ۱۷٫۷۶۷٪           | ۱۶٫۳٪             |
| ۱۵ | ۲۱ ژانویه ۲۰۱۷ | ۱۶٫۹۱۷٪           | ۱۸٫۸۲۹٪           | ۱۷٫۷٪             |
| ۱۶ | ۲۱ ژانویه ۲۰۱۷ | ۱۸٫۶۸۰٪           | ۲۰٫۹۸۶٪           | ۱۹٫۶٪             |
| میانگین | میانگین        | ۱۲٫۸۱۱٪           | ۱۴٫۶۶۳٪           | ۱۳٫۶٪             |
| قسمت ویژه | ۱۴ ژانویه ۲۰۱۷ | ۹٫۴۲۷٪            | ۱۱٫۷۸۶٪           | ۹٫۱٪              |
| قسمت ویژه | ۳ فوریه ۲۰۱۷   | ۳٫۶۰۶٪            | ۵٫۰۵۰٪            | ۳٫۹٪              |
| قسمت ویژه | ۴ فوریه ۲۰۱۷   | ۴٫۰۷۵٪            | ۵٫۵۸۲٪            | ۴٫۲٪              |
| - در این جدول، اعداد آبی کمترین رتبه را دارند و اعداد قرمز بیشترین رتبه را نشان می‌دهتد. - پخش قسمت ۱۴ به علت زمان اضافی برای انجام کار بر روی گرافیک خاص به تعویق افتاد. - قسمت‌های ۱۵ و ۱۶ در ۲۱ ژانویه ۲۰۱۷ پشت‌سرهم نمایش داده شدند. |                |                   |                   |                   |